# Любимов, Николай Александрович
Николай Александрович Любимов (1858 — 26 февраля 1924, Москва) — протопресвитер Русской православной церкви. В 1913—1918 годы — протопресвитер Успенского Собора в Москве. Член Предсоборного совета и Священного Собора 1917—1918 годов, товарищ председателя Собора, член Соборного Совета. В 1918—1922 годов член Священного Синода. В 1922 году член Высшего Церковного Совета.

## Биография
Родился в 1858 году в семье священника. Окончил Московскую духовную семинарию (1876) и Московскую духовную академию со степенью кандидата богословия (1880).
Преподаватель арифметики (1880) и словесности (1881—1897) в московском Филаретовском женском епархиальном училище, инспектор Московского епархиального училища иконописания и ремёсел (1884), преподаватель словесности (1885—1906), член строительного комитета (1889) и педагогического собрания правления (1893—1905) в Московской духовной семинарии.
По воспоминаниям Н. П. Розанова, «был отличным преподавателем словесности, знакомил учеников с лучшими произведениями нашей литературы и прекрасно читал эти произведения, имея красивый, сочный голос (баритон)».
Обвенчан с Анной Михайловой, дети: Николай, Алексей, Анна, Петр, Надежда.
6 октября 1897 года рукоположён в сан иерея и назначен настоятелем московского храма Девяти мучеников Кизических на Пресне. Одновременно член совета Братства святителя Николая при Николо-Явленском храме (1898), заведующий Девятинской церковно-приходской школой (1903). С 1906 года настоятель храма Спаса Преображения в Пушкарях, заведующий церковно-приходской школой при нём.
С 1910 года протоиерей, член совета Братства Воскресения Христова, председатель Московского епархиального общества борьбы с народным пьянством, член правления Кружка деятелей по борьбе со школьным алкоголизмом. Делегат I Всероссийского съезда по борьбе с пьянством (1909), один из организаторов Всероссийского съезда практических деятелей по борьбе с алкоголизмом (1911). В 1911—1916 годах совместно с Т. И. Вяземским редактировал журнал «В борьбе за трезвость» (1911—1916) (в 1915 году религиозно-нравственный и научно-популярный отделы стали самостоятельными журналами с тем же названием, Любимов продолжил редактировать первый из них).
С 1911 года настоятель Успенского собора московского Кремля, протопресвитер.
В апреле-июне 1917 года присутствующий в Святейшем Синоде, председатель его комиссии о награждении духовных лиц, делегат Всероссийского съезда духовенства и мирян, председатель Распорядительной комиссии по подготовке к Поместному Собору, работал в I отделе Предсоборного совета.
Член Поместного собора 1917—1918 годов. Участвовал во всех трёх сессиях (с перерывами), член Соборного совета, Религиозно-просветительного совещания при нём и VII Отдела. Составитель послания Патриарха Тихона от 19 января 1918 года.
В 1918 году председатель делегации Высшего церковного управления по защите имущественных и иных прав Церкви перед правительством. В 1918—1922 годах — член Синода, Высшего церковного совета и Союза пастырей Москвы. С сентября 1921 по январь 1922 года из-за болезни в работе Совета не участвовал, а в мае того же года встал во главе Совета, оставшись единственным его членом, не находившимся под арестом.
В 1922 году за «укрывательство церковных ценностей» заключён на месяц во внутреннюю тюрьму на Лубянке, дело прекращено ввиду недоказанности преступления. В 1923 году допрашивался как свидетель по делу патриарха Тихона.
Умер в 1924 году, похоронен на Ваганьковском кладбище, рядом с храмом. 2 июня 2021 года иереем Сергием Матюшиным и главным редактором издательства «Спасское дело» А. И. Мраморновым у надгробия была установлена информационная табличка с информацией о том, что он являлся участником Собора 1917—1918 годов.

## Сочинения
- Дневник участника первого Всероссийского съезда по борьбе с народным пьянством : С.-Петербург, 28 дек. 1909 г. — 6 янв. 1910 г. — Москва : печ. А. И. Снегиревой, 1911. — 71 с.
- Краткий исторический очерк возникновения Московского епархиального общества борьбы с народным пьянством // В борьбе за трезвость. 1911. — № 1;
- Итак, дружно вперед // В борьбе за трезвость. 1914. — № 1;
- Народная вера в святость патриарха Ермогена от его времени и до наших дней // Церковные ведомости. 1913. — № 21;
- Новое нападение на истину Христову // Церковные ведомости. 1914. — № 13;
- При открытии приходского совета // Духовная беседа. 1914. — № 1;
- Духовенство в прошлом и настоящем времени // Духовная беседа. 1915. — № 5.
- Устройство и организация противоалкогольных чтений в лазаретах Москвы // В защиту трезвости: антиалкогольный журнал. 1916. — № 1/2;
- Приходские советы и их важное значение в деле благоустройства приходской жизни // Духовная беседа. 1917. — № 8;
- Жизнь и пастыри (Беседа) // Наше время. 1918. — 17 января;
- Дневник о заседаниях вновь сформированного Синода (12 апр.-12 июня 1917 г.) // Российская Церковь в годы революции : (1917—1918) : Сборник / подгот. текста М. И. Одинцов; публ. М. И. Одинцов; вступ. ст. И. В. Соловьев . — М. : Крутицкое Патриаршее подворье, 1995

## Награды
- набедренник (1898);
- скуфья (1901),
- камилавка (1904),
- наперсный крест (6 мая 1907, от Святейшего синода);
- митра (9 августа 1911);
- орден Святого Станислава III степени (10 июня 1888 года);
- орден Святой Анны III степени (15 мая 1893 года);
- орден Святого Владимира III (1912) степени[3].